# Stadion Netanja
Stadion Netanja (hebr. האצטדיון העירוני נתניה) – stadion piłkarski w Netanji. 

## Charakterystyka
Pierwszy mecz na stadionie odbył się 4 listopada 2012 roku, pomiędzy Maccabi Netanja i Hapoelem Tel Awiw. Przed otwarciem stadionu piłkarze klubu Maccabi Netanja występowali na Sar-Tov Stadium.